# Japan ved sommer-OL 2020
Japan deltog under Sommer-OL 2020 i Tokyo, som blev afviklet i perioden 23. juli til 8. august 2021.

## Medaljer
| 2020 Tokyo | Guld | Sølv | Bronze | Total |
| Japan      | 27   | 14   | 17     | 58    |

### Medaljevinderne
| Japan under sommer-OL 2020 i Tokyo | Japan under sommer-OL 2020 i Tokyo | Japan under sommer-OL 2020 i Tokyo | Japan under sommer-OL 2020 i Tokyo   | Japan under sommer-OL 2020 i Tokyo |
| Medalje                            | Navn | Sport                              | Event                                | Dato                               |
| ---------------------------------- | --- | ---------------------------------- | ------------------------------------ | ---------------------------------- |
| Guld                               | Naohisa Takato | Judo                               | Mændenes 60 kg                       | 24. juli                           |
| Guld                               | Yui Ohashi | Svømning                           | Damernes 400 meter individual medley | 25. juli                           |
| Guld                               | Yuto Horigome | Skateboarding                      | Mændenes street                      | 25. juli                           |
| Guld                               | Uta Abe | Judo                               | Damernes 52 kg                       | 25. juli                           |
| Guld                               | Hifumi Abe | Judo                               | Mændenes 66 kg                       | 25. juli                           |
| Guld                               | Momiji Nishiya | Skateboarding                      | Women's street                       | 26. juli                           |
| Guld                               | Shohei Ono | Judo                               | Mændenes 73 kg                       | 26. juli                           |
| Guld                               | Jun Mizutani Mima Ito | Bordtennis                         | Mixed double                         | 26. juli                           |
| Guld                               | Takanori Nagase | Judo                               | Mændenes 81 kg                       | 27. juli                           |
| Guld                               | Yamato Fujita Yukiko Ueno Nozomi Goto Yukiyo Mine Nayu Kiyohara Haruka Agatsuma Yuka Ichiguchi Yu Yamamoto Hitomi Kawabata Mana Atsumi Minori Naito Saki Yamazaki Nodoka Harada Sayaka Mori Eri Yamada | Softball                           | Women's tournament                   | 27. juli                           |
| Guld                               | Yui Ohashi | Svømning                           | Women's 200 metre individual medley  | 28. juli                           |
| Guld                               | Chizuru Arai | Judo                               | Women's 70 kg                        | 28. juli                           |
| Guld                               | Daiki Hashimoto | Gymnastik                          | Men's artistic individual all-around | 28. juli                           |
| Guld                               | Shori Hamada | Judo                               | Women's 78 kg                        | 29. juli                           |
| Guld                               | Aaron Wolf | Judo                               | Men's 100 kg                         | 29. juli                           |
| Guld                               | Akira Sone | Judo                               | Women's +78 kg                       | 30. juli                           |
| Guld                               | Koki Kano Kazuyasu Minobe Satoru Uyama Masaru Yamada | Fægtning                           | Herrernes kårde                      | 30. juli                           |
| Guld                               | Sena Irie | Boxing                             | Women's featherweight                | 3. august                          |
| Guld                               | Daiki Hashimoto | Gymnastik                          | Men's horizontal bar                 | 3. august                          |
| Guld                               | Sakura Yosozumi | Skateboarding                      | Damernes park                        | 4. august                          |
| Guld                               | Yukako Kawai | Brydning                           | Damernes 62 kg fristil               | 4. august                          |
| Guld                               | Risako Kawai | Brydning                           | Damernes 57 kg fristil               | 5. august                          |
| Guld                               | Ryo Kiyuna | Karate                             | Men's kata                           | 6. august                          |
| Guld                               | Mayu Mukaida | Brydning                           | Damernes 53 kg fristil               | 6. august                          |
| Guld                               | Takuto Otoguro | Brydning                           | Mændenes 65 kg fristil               | 7. august                          |
| Guld                               | Yui Susaki | Brydning                           | Damernes 50 kg fristil               | 7. august                          |